# Quetame (ort)
Quetame är en ort i Colombia.   Den ligger i departementet Cundinamarca, i den centrala delen av landet, 40 km sydost om huvudstaden Bogotá. Quetame ligger 1 585 meter över havet och antalet invånare är 1 374.
Terrängen runt Quetame är huvudsakligen bergig, men den allra närmaste omgivningen är kuperad. Quetame ligger nere i en dal. Runt Quetame är det ganska glesbefolkat, med 36 invånare per kvadratkilometer. Närmaste större samhälle är Cáqueza, 12,5 km nordväst om Quetame. I omgivningarna runt Quetame växer i huvudsak städsegrön lövskog.